# Napoleonaea lutea
Napoleonaea lutea là một loài thực vật linhin thuộc họ Lecythidaceae.
Loài này chỉ có ở Nigeria.
Chúng hiện đang bị đe dọa vì mất nơi sống.